# Charles Games
Charles Games — чешская независимая компания по разработке компьютерных игр, основанная в 2020 году при поддержке Карлова университета. Целью компании является разработка и продажа компьютерных игр, а также поддержка студентов, занимающихся разработкой игр.

## История
Карлов университет начал разрабатывать компьютерные игры в 2010-х годах. Сотрудники и студенты философского факультета и физико-математического факультета в 2015 году создали образовательную игру Československo 38–89: Atentát. В 2017 году они выпустили расширенную версию игры — Attentat 1942. Успех игры привёл к решению создать новую студию разработки игр.
Компания Charles Games была основана в 2020 году. Первым директором стал Отомар Слама (чеш. Otomar Sláma). Он заявил, что вся прибыль от продаж игр будет реинвестироваться в проект, по крайней мере в первые годы. Он также выразил надежду, что деятельность компании повысит коммерческий потенциал игр, разрабатываемых в Карловом университете. На момент основания в компании работало шесть человек.
Первым проектом компании стала игра Svoboda 1945: Liberation. Спустя год компания выпустила Train To Sachsenhausen, разработанный в сотрудничестве с организацией Living Memory. Следующей игрой компании стала Beecarbonize, посвященная проблеме изменения климата. В мае 2024 года была выпущена игра Playing Kafka, которая была разработана в честь столетия смерти Франца Кафки. В октябре 2024 года была выпущена игра Velvet 89.

## Выпущенные игры
| Год  | Название                  | Платформы                                     |
| ---- | ------------------------- | --------------------------------------------- |
| 2021 | Svoboda 1945: Liberation. | Windows, Android, iOS, macOS, Nintendo Switch |
| 2021 | DigiStories: Nela         | Windows                                       |
| 2022 | Train To Sachsenhausen    | Windows, iOS                                  |
| 2023 | DigiStories: Alex         | Windows                                       |
| 2023 | Beecarbonize              | Windows, Android, iOS                         |
| 2024 | Playing Kafka             | Windows, Android, iOS                         |
| 2024 | Velvet 89                 | Windows, Android, iOS                         |
| TBA  | We Grew Up in War         | Windows                                       |